# Luumäki
Lemi é um município da Finlândia, localizado na região da Carélia do Sul, província da Finlândia Meridional. A sede do município fica em Taavetti.